# Luis Megino Grande
Luis Megino Grande (Madrid, 1940) és un productor i guionista de cinema espanyol. El 1964 es va llicenciar en dret a la Universitat de Madrid, el 1965 en ciències empresarials per l'ICADE i el 1966 en comerç exterior per la Cambra de Comerç de Madrid. Tanmateix, ho deixà tot per matricular-se a l'Escola Oficial de Cinema, on el 1971 es va titular en producció.
Poc després ell i Francesc Betriu van fundar In-Scram, que va produir els primers treballs de Jaime Chávarri, José Luis García Sánchez i Manuel Gutiérrez Aragón, alhora que treballava per El Iman de José Luis Borau i fou productor executiu de Mi querida señorita (1971) de Jaime de Armiñán. El 1972 va fundar la seva pròpia productora, Luis Megino P.C, amb les que va produir Hay que matar a B. (1973) de José Luis Borau, Colorín, colorado (1976) de García Sánchez, i El corazón del bosque (1979), Maravillas (1980), Demonios en el jardín (1982), La noche más hermosa (1984), La mitad del cielo (1986) i Malaventura (1988) de Gutiérrez Aragón. El 1990 es va allunyar de la producció i es va traslladar a les Illes Canàries, on ha impartit classes de teoria i pràctica de l'Art Modern i Contemporani, en les disciplines de Pintura i Fotografia a la UNED. També ha estat de jurat en alguns certamens de cinema internacionals.
El gener de 2011 rep la Gran Medalla d'Or de la Indústria Audiovisual, concedida per EGEDA per l'excel·lència de la seva trajectòria professional.

## Filmografia

### Com a guionista
- El corazón del bosque (1979)
- Maravillas (1981)
- Demonios en el jardín (1982)
- La noche más hermosa (1983)
- La mitad del cielo (1986)

## Com a productor
- 1971 - Mi querida señorita, de Jaime de Armiñán.
- 1973 - Corazón solitario, de Francesc Betriu.
- 1973 - Hay que matar a B., de José Luis Borau.
- 1974 - Contra la pared, Bernardo Fernández.
- 1974 - El valle de las viudas, de Volker Vogeler.
- 1976 - Colorín, colorado, José Luis García Sánchez.
- 1977- Las truchas, de José Luis García Sánchez.
- 1979 - El corazón del bosque, Manuel Gutiérrez Aragón.
- 1980 - Maravillas, Manuel Gutiérrez Aragón.
- 1982 - Demonios en el jardín, de Manuel Gutiérrez Aragón.
- 1984 - La noche más hermosa, de Manuel Gutiérrez Aragón.
- 1986 - La mitad del cielo, de Manuel Gutiérrez Aragón.
- 1988 - Malaventura, de Manuel Gutiérrez Aragón
- 1991 - Huellas del paraíso, de Francisco J. Lombardi